# Steinbruch nördlich Bergheim
Steinbruch nördlich Bergheim este o arie protejată (arie specială de conservare — SAC, sit de importanță comunitară — SCI) din Germania întinsă pe o suprafață de 0,3 ha, integral pe uscat.

## Localizare
Centrul sitului Steinbruch nördlich Bergheim este situat la coordonatele 48°39′29″N 10°27′27″E / 48.6581°N 10.4575°E.

## Înființare
Situl Steinbruch nördlich Bergheim a fost declarat sit de importanță comunitară în martie 2001 pentru a proteja 2 specii de animale. Situl a fost protejat și ca arie specială de conservare în aprilie 2016.

## Biodiversitate
Situată în ecoregiunea continentală, aria protejată nu include niciun habitat protejat.
La baza desemnării sitului se află mai multe specii protejate de  amfibieni (2): izvoraș-cu-burta-galbenă (Bombina variegata), triton cu creastă (Triturus cristatus).